# Garas (váltópénz)

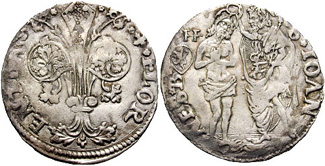
Firenzében 1506-ban vert nehéz garas, ún. barile

A garas (latinul grossus, németül Groschen; angolul groat) a középkortól használatos ezüst váltópénz volt. Magyarországon Károly Róbert király pénzreformjával vezették be, cseh minta alapján.

## Története
A középkorban kis ezüstpénz alatt a dénárt és obolust értették. A garas azonban ennél nagyobb értékű ezüstpénz volt.
A garast eredetileg Itáliában, Velencében és Florencben verték, ahol a soldo grosso névvel illetett pénzt már 1296 körül alkalmazták. A garas eleinte Csehországban is idegen pénz volt, és csak a 14. század küszöbén vált cseh nemzeti pénzzé. II. Vencel cseh király ugyanis 1300 körül Florencből pénzverőket hívott be. A garasok eleinte színezüstből készültek, és belőlük 60 darab ment egy színezüst márkára. Csakhamar megszűnt azonban ez a kedvező állapot: az ezüstöt egyre inkább más fémekkel elegyítették. Ezen a fejlődési fokozaton átesett mindenféle pénz. Az ilyen ötvözött garasokból már nem 60, hanem 64 ment egy színezüst márkára.
Magyarországon Károly Róbert veretett először garast. Ennek a tömege kisebb volt a mintául vett cseh garasokénál. Egy aranyforint 16 garassal volt egyenértékű. Nagy Lajos király uralkodását követően a garasok verése átmenetileg megszűnt, és csak 1467-ben, Mátyás király uralkodása alatt folytatódott ismét. Ekkor egy garas négy dénárt ért. A Habsburg-uralom idején 1 garas 4-5 dénárral volt egyenértékű. Az utolsó magyar garasokat III. Ferdinánd magyar király uralkodása alatt verték.
A nemesfémből való pénzverés megszűnése után a garas német nyelvű megfelelője, a Groschen, a váltópénz szerepét töltötte be, egészen Ausztriának az euróra való áttéréséig. Németországban ugyan hivatalos néven Pfennig volt az aprópénz az euróra való áttérés előtt, ám a köznapi nyelv a Groschen szót használta előszeretettel.